# 磁気双極子相互作用
磁気双極子相互作用または双極子カップリングは、2つの磁気双極子間の直接相互作用のことである。
古典的な磁気双極子相互作用の例としては、2つ磁石の間に働く引力・斥力がある。2つの磁石の位置・向きによって引力が働いたり斥力が働いたりする。相互作用は2つの磁石が近いほど強くなる。相互作用のポテンシャルエネルギーは、
{\displaystyle E=-{\frac {\mu _{0}}{4\pi r_{jk}^{3}}}\left(3(\mathbf {m} _{j}\cdot \mathbf {e} _{jk})(\mathbf {m} _{k}\cdot \mathbf {e} _{jk})-\mathbf {m} _{j}\cdot \mathbf {m} _{k}\right)}
ここで、ejkは２つの双極子mkとmjの中心を結ぶ直線に平行な単位ベクトルである。
rjkは2つの磁気双極子の間の距離である。
量子力学におけるスピンは、磁気双極子モーメントを持っている。よってスピンは磁気双極子として見なせるため、スピンの間には磁気双極子相互作用が働く。
核スピン間の相互作用は、以下のように表せる。
{\displaystyle \mathbf {H} =-{\frac {\mu _{0}}{4\pi r_{jk}^{3}}}\left(3(\gamma _{j}\hbar \mathbf {I} _{j}\cdot \mathbf {e} _{jk})(\gamma _{k}\hbar \mathbf {I} _{k}\cdot \mathbf {e} _{jk})-\gamma _{j}\hbar \mathbf {I} _{j}\cdot \gamma _{k}\hbar \mathbf {I} _{k}\right)}
{\displaystyle \gamma _{j}}、{\displaystyle \gamma _{k}}はそれぞれのスピンの磁気回転比である。

## 双極子カップリングとNMR分光法
双極子カップリングは既知の物理定数と核間距離のマイナス3乗にのみ依存するので、分子構造の研究において非常に重要である。
双極子カップリングの見積もりは、スペクトルから核間距離と分子の幾何学的構造や、さらに特にアモルファス材料における核磁気共鳴結晶学につながる固体状態の分子内距離を与える。
核間の磁気双極子カップリングは多くの構造情報を含んでいるが、等方性溶液では回転拡散によって平均化されて０になる。
しかし核スピン緩和の効果はオーバーハウザー効果(NOE)として観測される。
溶液内の分子は、空間的に異方性の磁気相互作用（双極子カップリングなど）の不完全な平均化につながる部分的アラインメントを示す。
残余双極子カップリング(RDC)が起こる。
RDCは分子の「遅い」ダイナミクスについての情報を与える。